# Portora Castle

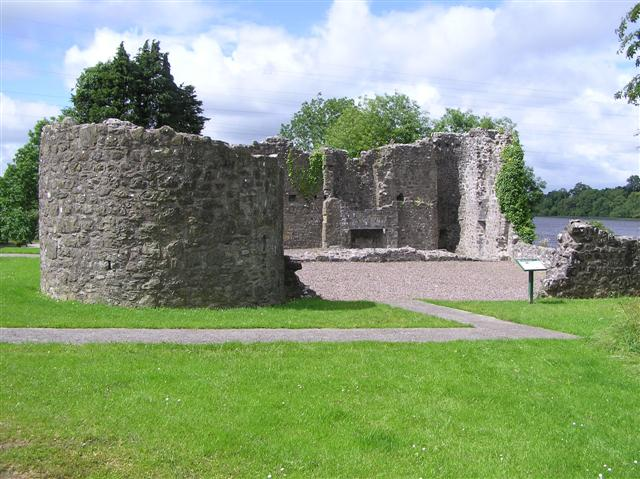
Portora Castle 2007

Portora Castle (irisch Caisleán Phort Abhla) ist eine Burgruine in Enniskillen im nordirischen County Fermanagh. Sir William Cole, der das Land 1612 erworben hatte, ließ die Burg bauen. Sie liegt an einer strategisch günstigen Stelle an der Mündung des Erne in den unteren Lough Erne. Die Ruine ist ein State Care Historic Monument im Townland von Portora im District Fermanagh and Omagh.

## Geschichte
Sir Michael Cole und seine Familie zogen 1710 in Portora Castle ein, als ihr vorheriges Wohnhaus, Enniskillen Castle, durch einen Brand beschädigt worden war. Sie blieben dort bis etwa 1716, als Sir Michaels Sohn, John Cole (1680–1726), mit dem Bau von Florence Court begann.
Die Furt bei Portora war ein wichtiger Knotenpunkt in den Erne-Wasserwegen und muss in Kriegs- und Friedenszeiten viel Verkehr gesehen haben. Bei der Durchführung des Erne Drainage Scheme 1951–1960 wurden ein bronzenes Dolchmesser und Steinäxte dort gefunden. Die Burg liegt heute in Ruinen, auch weil eine Gruppe schwänzender Schuljungen der nahegelegenen Portora Royal School, die mit Schießpulver experimentierten, dessen Herstellung sie im Chemieunterricht gelernt hatten, Ende des 19. Jahrhunderts einen Teil der Burg sprengten. Sie versuchten auch, unter dem Gebäude zu graben, was den Verfall beschleunigte.

## Konstruktion
Im Jahre 1619 beschrieb Nicholas Pynnar die Burg als „eine Bawn (Kurtine) aus Kalk und Stein, 2,5 Meter im Quadrat, etwa 4 Meter hoch, mit vier Flankierungstürmen und ein Steinhaus oder eine Burg drei Stockwerke hoch, stark gebaut“. Drei der Flankierungstürme sind bis heute erhalten, zwei davon auf der Westseite, wo sie links und rechts der Burgmauern stehen. Diese runden Türme, etwa 3 Meter im Durchmesser, haben mehrere Schießscharten. In der Burg kann man offene Kamine an der Nord- und der Westmauer sehen.